# Bellingshausen (forskningsstation)
Bellingshausen er en russisk (tidligere sovjetisk) forskningsstation i Antarktis, beliggende på King George Island i øgruppen Sydshetlandsøerne. Dette var en af de første stationer, som blev etableret af den sovjetiske antarktisekspedition i 1968. Stationen forsynede tidligere sovjets fiskeriflåde i Antarktis med drivstoffer. Den er udstyret for helårsdrift og har en kapacitet på 50 personer, men normal bemanding er 25.
Stationen har veiforbindelse til de nærliggende stationer Eduardo Frei (Chile), Great Wall (Kina) og Artigas (Uruguay).
Ved stationen ligger den eneste permanent bemandede ortodokse kirke i Antarktis. Den blev indviet i 2004 og har 30 pladser.
Antarktishalvøen og øerne omkring har det mildeste klima i Antarktis. Gennemsnitstemperaturen ved Bellingshausen er −6,8 °C i årets koldeste måned, august, og 1,1 °C i årets varmeste måned, februar.
Stationen er opkaldt efter den russiske søfarer Fabian Gottlieb von Bellingshausen, som i 1819–1821 sejlede omkring Antarktis og kan have været den første, som observerede det antarktiske kontinent.